# Kostel svatého Brikcí (Dobev)
Kostel svatého Brikcí, pocházející z období gotiky, se nachází v jihočeské obci jménem Dobev.

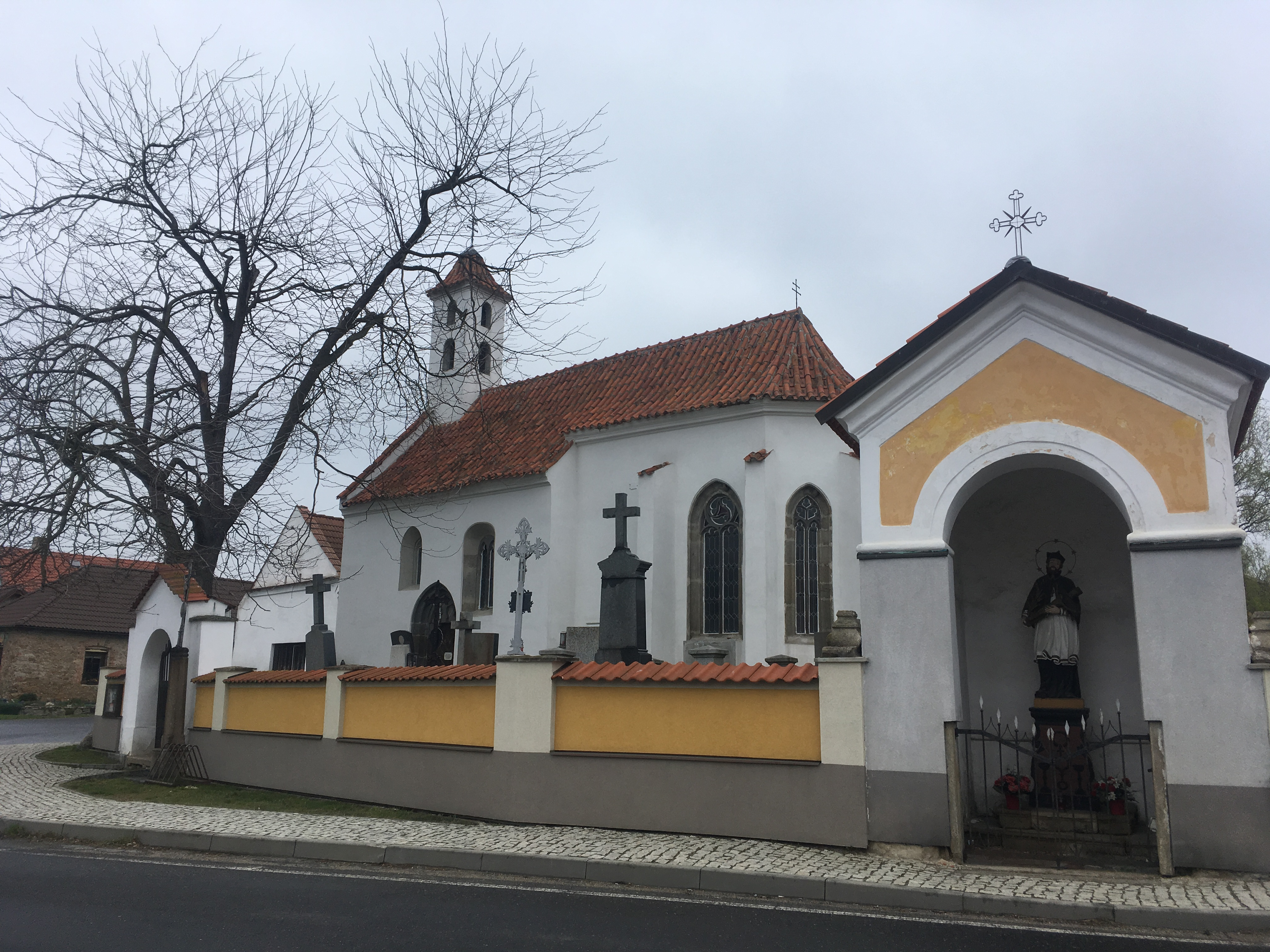
Kostel svatého Brikcí v Dobevi.

## Historie
První zprávy o obci se datují k roku 1318. V této době obec vlastnil Albera z Dobeve, k jehož majetku patřila i původně zde stojící tvrz, která sloužila jako šlechtické sídlo. Dnes zde po samotné tvrzi zbyla už jen část hradební zdi a přistavěná panská stodola.
Kostelík sv. Brikcí byl vystavěn až v pozdním 14. století, původně jako vlastnická kaple ke tvrzi. Za stavbou stojí pravděpodobně jeden ze tří synů Albera z Dobeve. Rod Dobevských vymřel v 16. století, obec koupil Jindřich ze Švamberka a připojil ji ke Kestřanům.
Roku 1881 byl kostel opraven Janem Adamem ze Schwarzenberka do podoby, kterou můžeme vidět dnes.
Dále byl kostel opravován v roce 1965, 1977 a v letech 2005–2007.

## Popis
Kostel je menší orientovaná, jednolodní stavba s pětibokým presbytářem. Na celé stavbě lze pozorovat unikátní ukázku čistě zpracované kamenické práce.

### Popis exteriéru

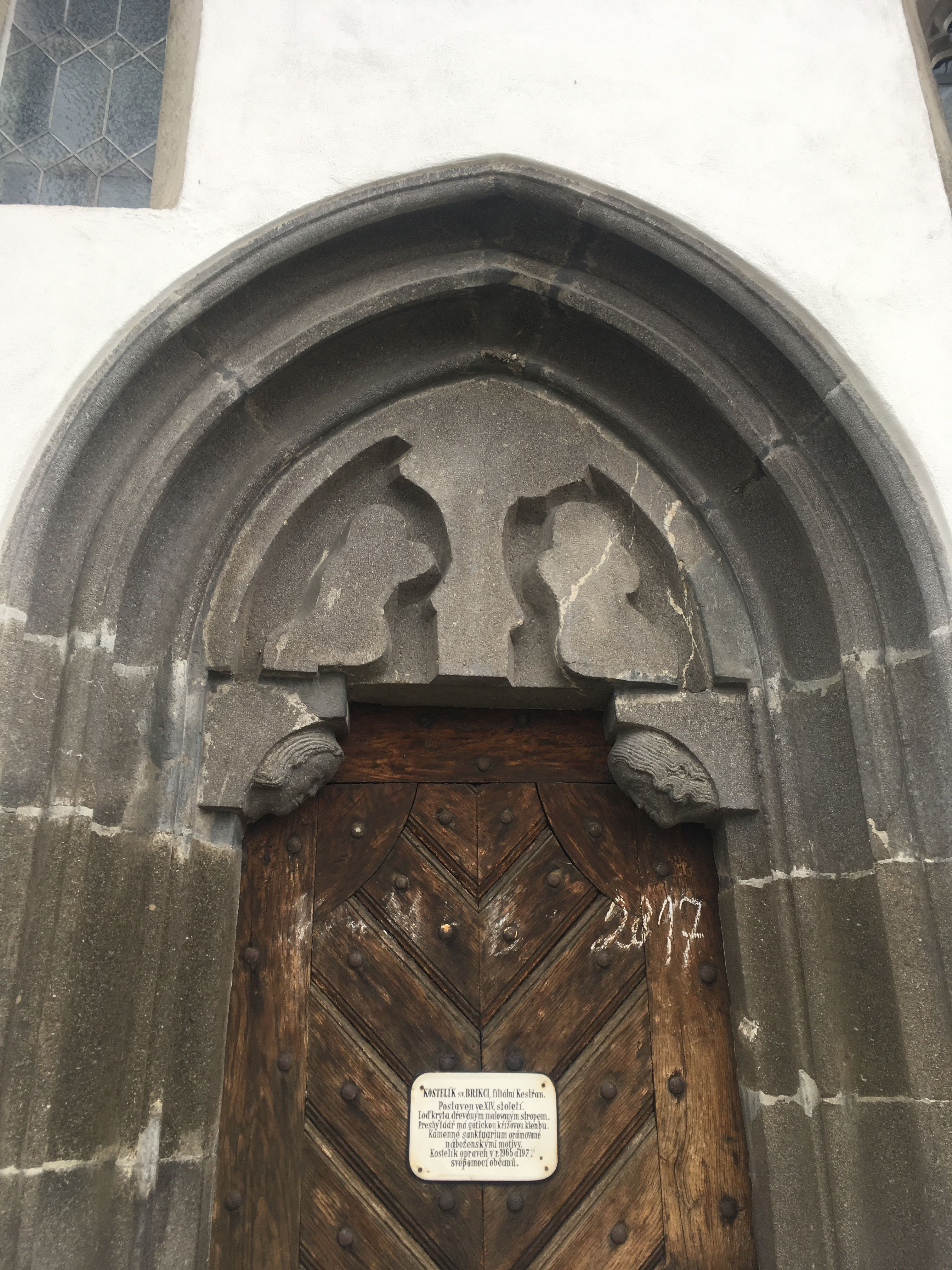
Portál na jižní straně kostela.

#### Hlavní vstup
Vchod se nachází na jižní straně kostela. Vstupní portál je profilovaný ze dvou postupně ustupujících žlábků zakončený lomeným obloukem. V tympanonu se nacházejí pozůstatky nedokončeného reliéfu, který má pravděpodobně zobrazovat Krista na Kříži s Pannou Marií a svatým Janem. V rozích vstupního otvoru se nacházejí na konzolách dvě hlavy andělů. Po obou stranách, nad portálem, jsou v různých výškových úrovních dvě zapuštěná okna. Napravo se nachází dvoudílné gotické okno zakončené půlkruhovým obloukem, složené ze dvou takzvaných jeptišek (tvar ohraničení vitráží). Nalevo je pouze jednoduché okno zakončené jeptiškou a vytvarované do lomeného oblouku, které není původní, ale bylo později doděláno.
Na západním průčelí, v zadní části kostela, se nachází ještě jedny dřevěné dveře, které se dnes už tolik nevyužívají.

#### Presbytář
Celý presbytář je zakončen třemi stranami osmiúhelníku a v jeho prostoru se nachází tři okna. Všechna tři dvoudílná okna jsou zakončená lomeným obloukem, ohraničená profilovaným ostěním a vyzdobená rozdílnými plamínkovými kružbami. Dvě ze tří oken jsou až na profilaci kružeb identická, třetí z nich je o něco širší.

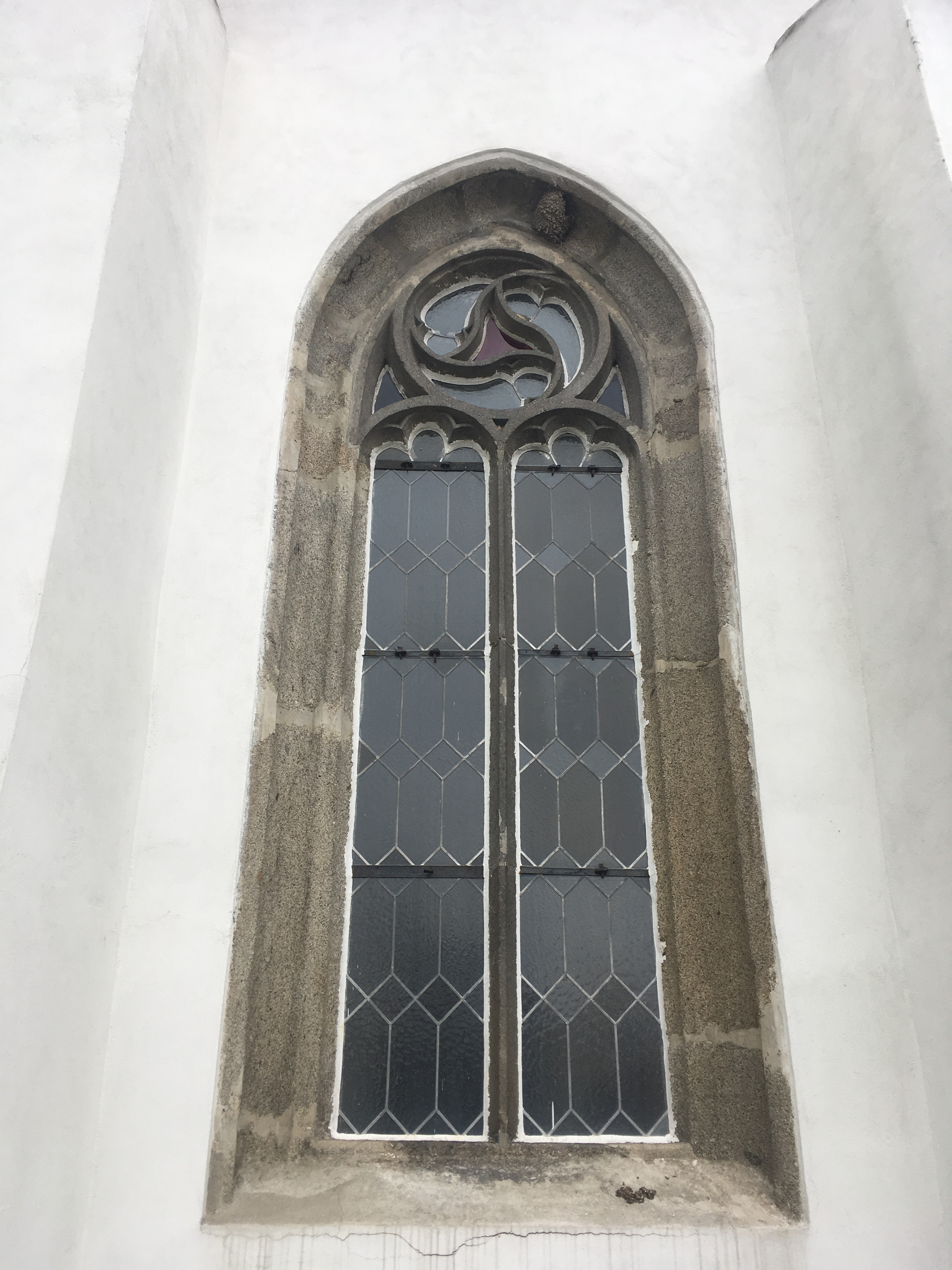
Detail dvoudílného okna s plamínkovou kružbou.

Prostor presbytáře je podepřen vnějším opěrným systémem, konkrétně opěráky se stříškami. Zdivo je ukončeno profilovanou korunní římsou.

#### Věž
Součástí kostela je také malá hranolovitá věžička, která má na každé straně vždy dvě okna nad sebou. Horní okno je vždy užší než dolní a obě jsou zakončena půlkruhovým obloukem. Uvnitř věže jsou nad sebou zavěšené dva zvony. Starší z nich pochází z roku 1510, obsahuje nápis gotickou minuskulí a ornamentální ozdobu. Druhý zvon je mladší – z roku 1693 a je ozdoben reliéfem Panny Marie s děťátkem a Kristem na kříži.

### Okolí kostela
Kostel je dominantou obce, avšak i přesto jde o drobnou stavbu, kterou lze snadno přehlédnout. Stavba se nachází přímo v centru obce hned vedle hlavní silnice. Je obklopen hřbitovem zakončeným zdí, ve které můžeme najít malou výklenkovou kapli se sochou sv. Jana Nepomuckého z roku 1851.

### Popis interiéru

#### Hlavní loď
Obdélná hlavní loď je rozdělena pomocí vložené dřevěné tribuny, která byla pravděpodobně vybudována roku 1756, na dvě výškové úrovně. Pod tribunou je několik řad dřevěných lavic pro návštěvníky kostela. V zadní části kostela je situováno úzké schodiště stoupající na již zmiňovanou tribunu, kde se nachází novogotické varhany z roku 1885 z dílny varhanáře Johanna Fischpera ze Sušice.
Hlavní loď není klenuta, ale zastřešena dřevěným stropem, který byl roku 1756 vyzdoben pestrou dekorací. Dochovaly se lidové malby s patrnými vegetabilní motivy, převážně květinami a mušlemi.
Hlavní loď je od presbytáře oddělena mohutným triumfálním, hruškovcovitě profilovaným, lomeným obloukem.

#### Presbytář
Prostor presbytáře je o něco užší než hlavní loď kostela a skládá se ze dvou částí: západní (přední) části, takzvaného traveé, a východní části.
V západní části presbytáře je prostor zaklenut pomocí jednoho pole křížové klenby, jejíž žebra se sbíhají do svorníku, na kterém je vyobrazena dvojitá pětilistá růže. Žebra jsou usazena na konzolách ve tvaru maskaronů, jež jsou doplněny o florální ornamenty (listy).
Závěr presbytáře je zaklenut paprsčitou klenbou a na svorníku je vytesán kázající Kristus. Žebra jsou zde ukončena konzolami s vegetabilním motivem.
Na severní straně presbytáře se nachází pozdně gotické sanktuárium. Sanktuárium sloužilo k uchování svátosti oltářní a je z obou stran vyzdobené gotickými fiálami. Ve spodní části je vyzdobeno silnou větví vinné révy s plody, pod níž jsou na rozích vytesané hlavy andělů.  Uprostřed se nachází Kristova hlava se svatozáří v kříži. V horní části mezi vrcholy fiál se původně vyskytoval rovnoramenný štít, avšak byl uražen a na jeho místě je dnes reliéf zobrazující Pannu Marii s korunou.

#### Vybavení kostela
Prostoru presbytáře dominuje hlavní barokní oltář z doby kolem roku 1700, který zdobí obraz sv. Brikcí s atributy biskupské berly a nemluvnětem. Horní část oltáře je vyzdobena menším obrazem sedící sv. Anny s Ježíškem a klečící postavou (pravděpodobně sv. Dominikem, zakladatelem dominikánského řádu).
Na stěnách hlavní lodi je vyvěšeno 14 postupně seřazených obrazů zachycujících Křížovou cestu, události spojené s ukřižováním Ježíše Krista.

## Svatý Brikcius z Tours
Kostel nese jméno biskupa z Tours, který zemřel roku 444. Brikcius byl žák a nástupce sv. Martina, který se o něj staral a vychovával ho, ačkoliv chování mladého Brikcia nebylo příliš vhodné a svaté. Byl obviněn z nemorálního života a z otcovství nemanželského dítěte. Podle legendy měl svou nevinu u soudu dokazovat za pomoci zázraků. Během soudu dítě, jehož otcem měl údajně být, promluvilo o jeho nevině a svou nevinnost chtěl dokázat i tím, že ve svém obleku nesl žhavé uhlíky na hrob svého učitele, sv. Martina, aniž by se na jeho plášti objevily stopy po popálení. I přes tyto důkazy byl vyhnán, odjel na 7 let do Říma a poté se vrátil. Následně s pokorou a moudrostí působil v Tours až do své smrti.

## Fotogalerie

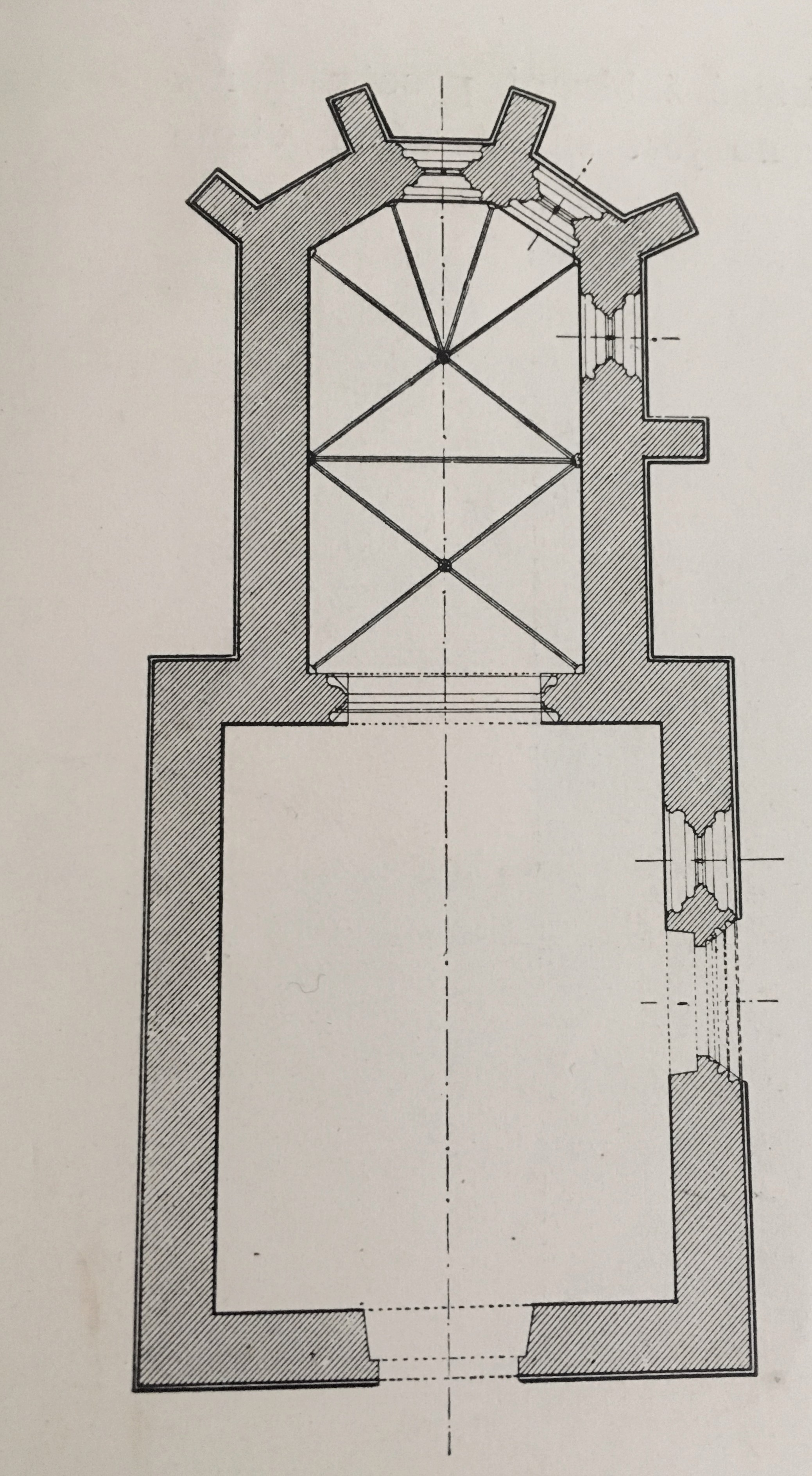
Půdorys kostela.
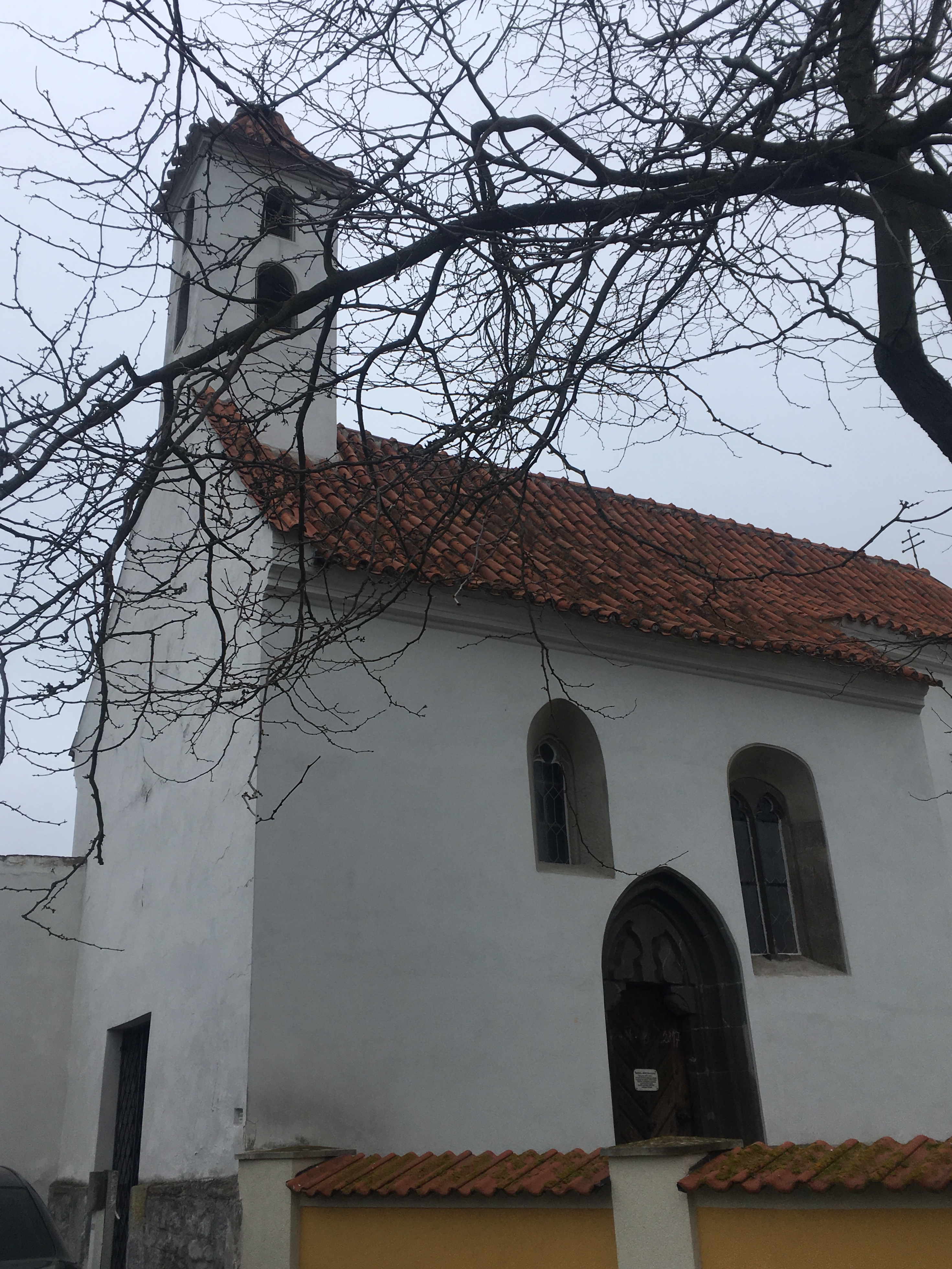
Pohled na kostel a věž.
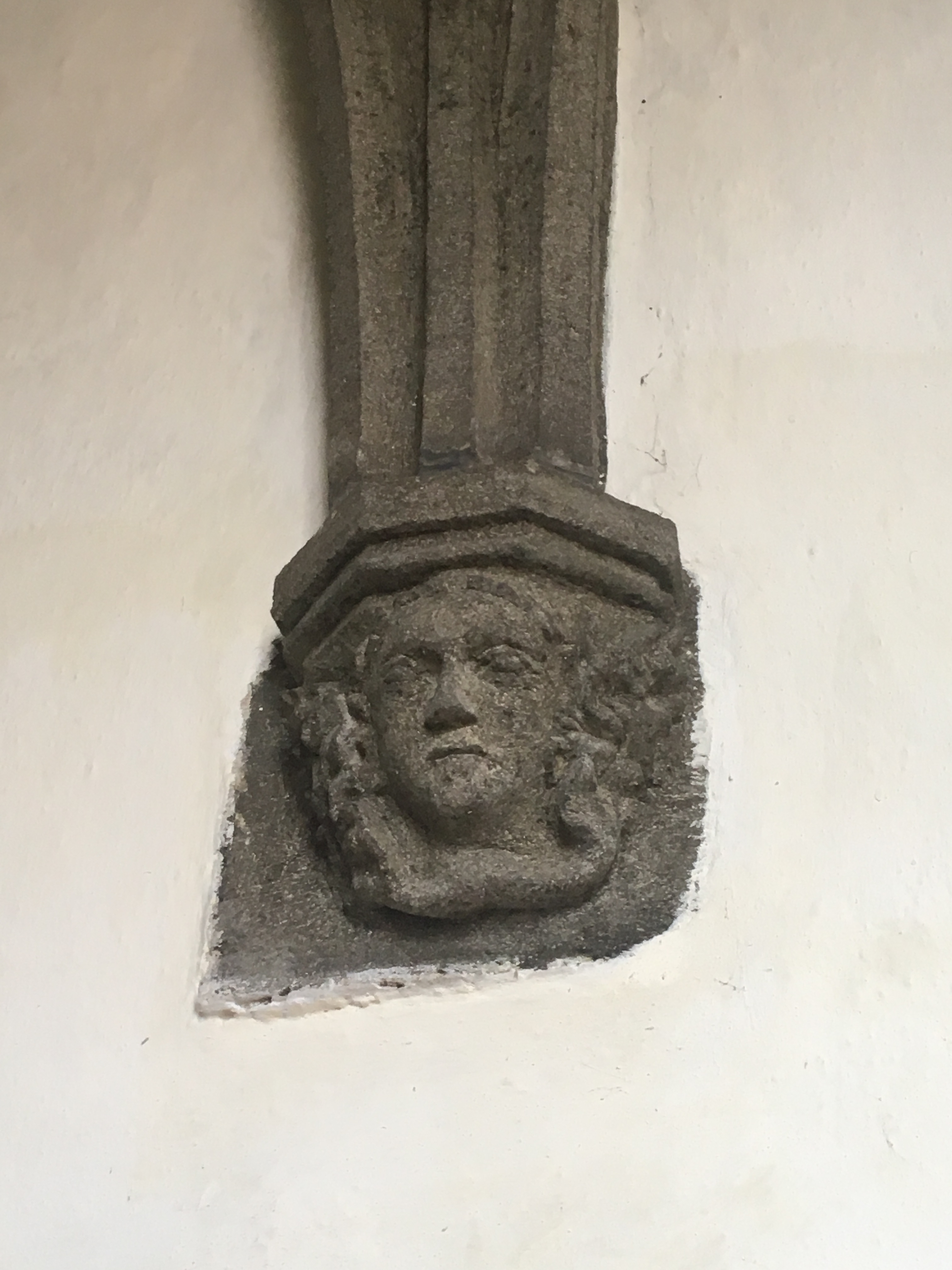
Detail konzoly ve tvaru maskaronu.
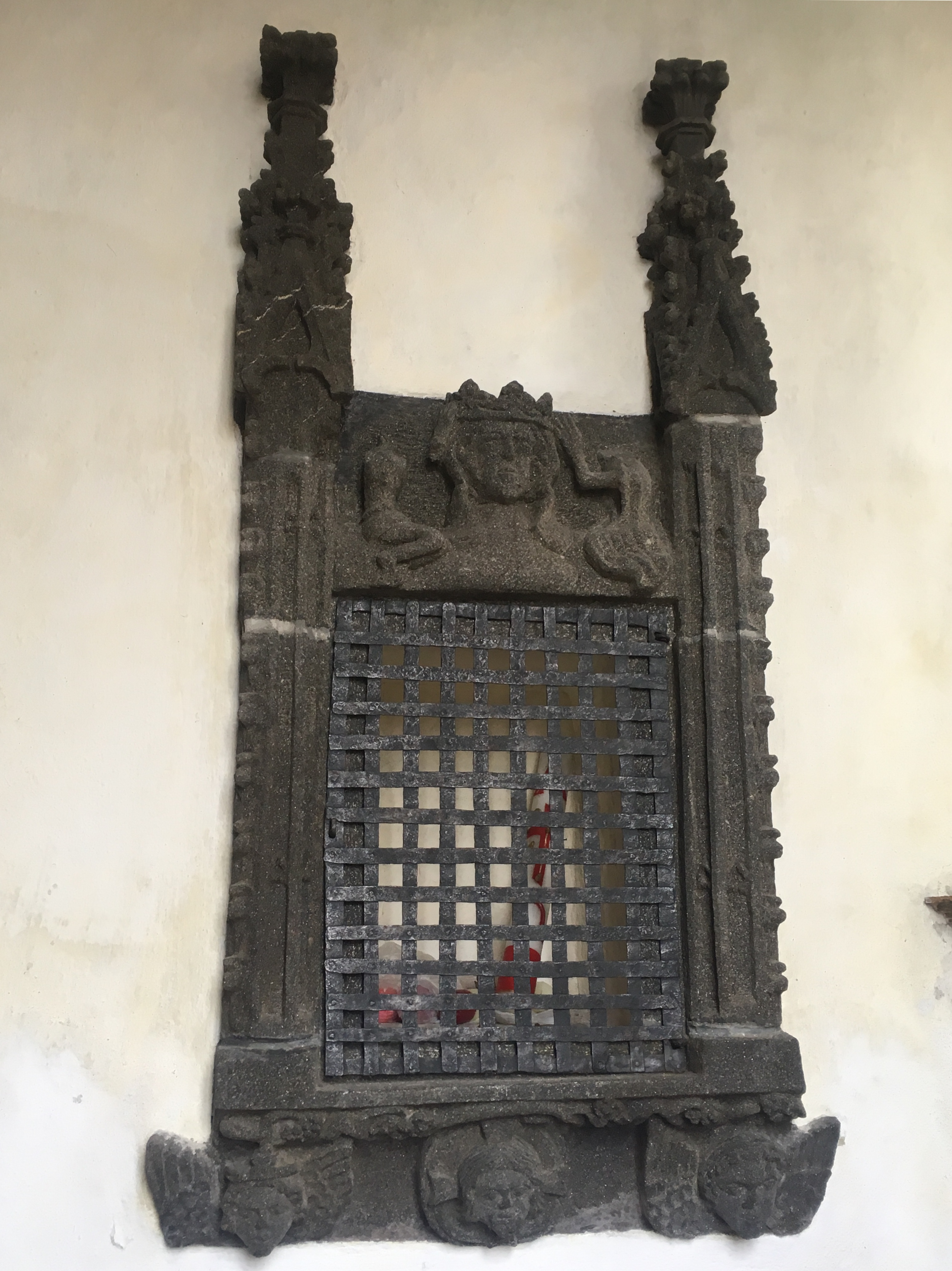
Pozdně gotické sanktuárium na severní straně presbytáře.
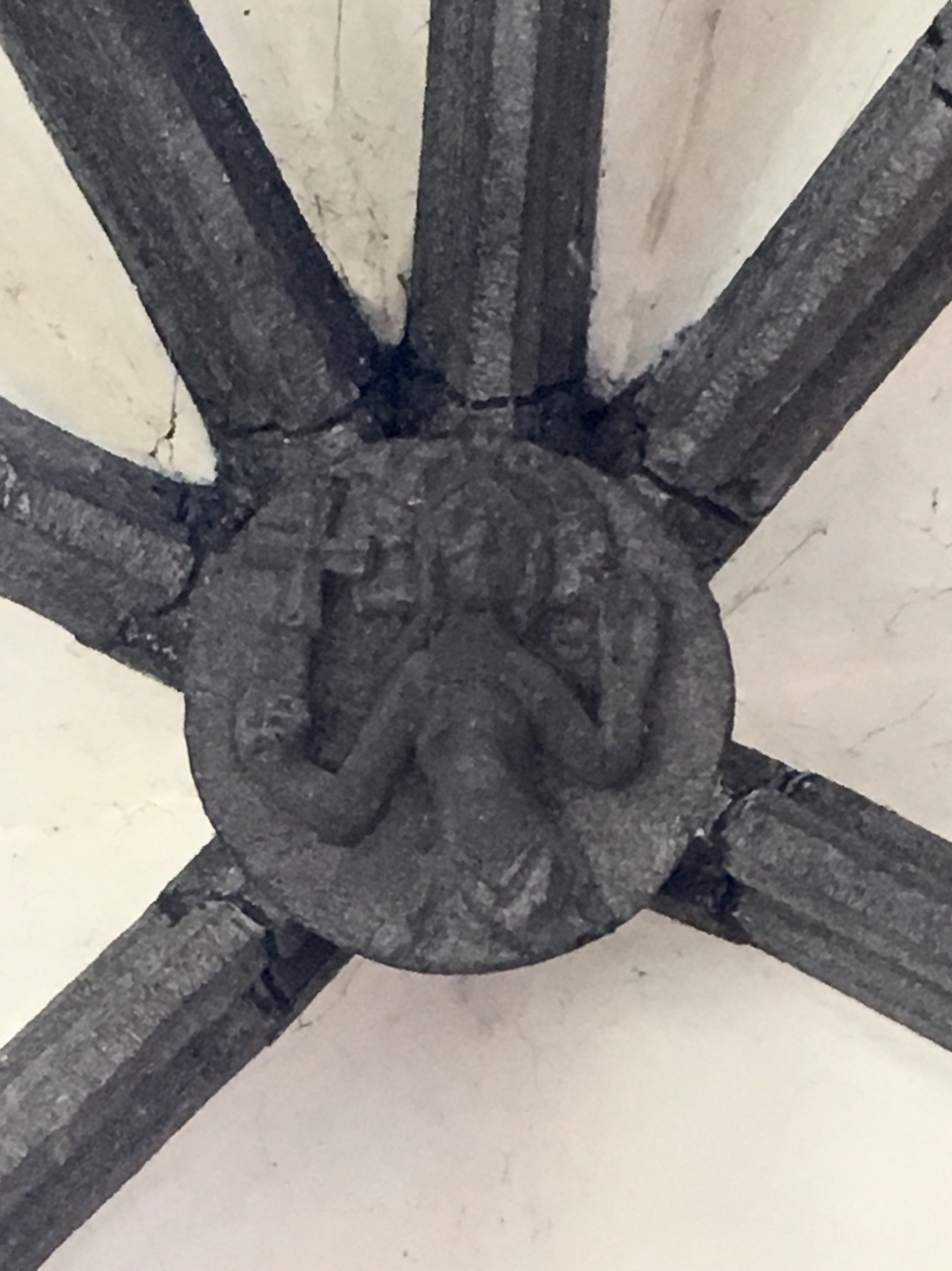
Detail svorníku u paprsčité klenby.
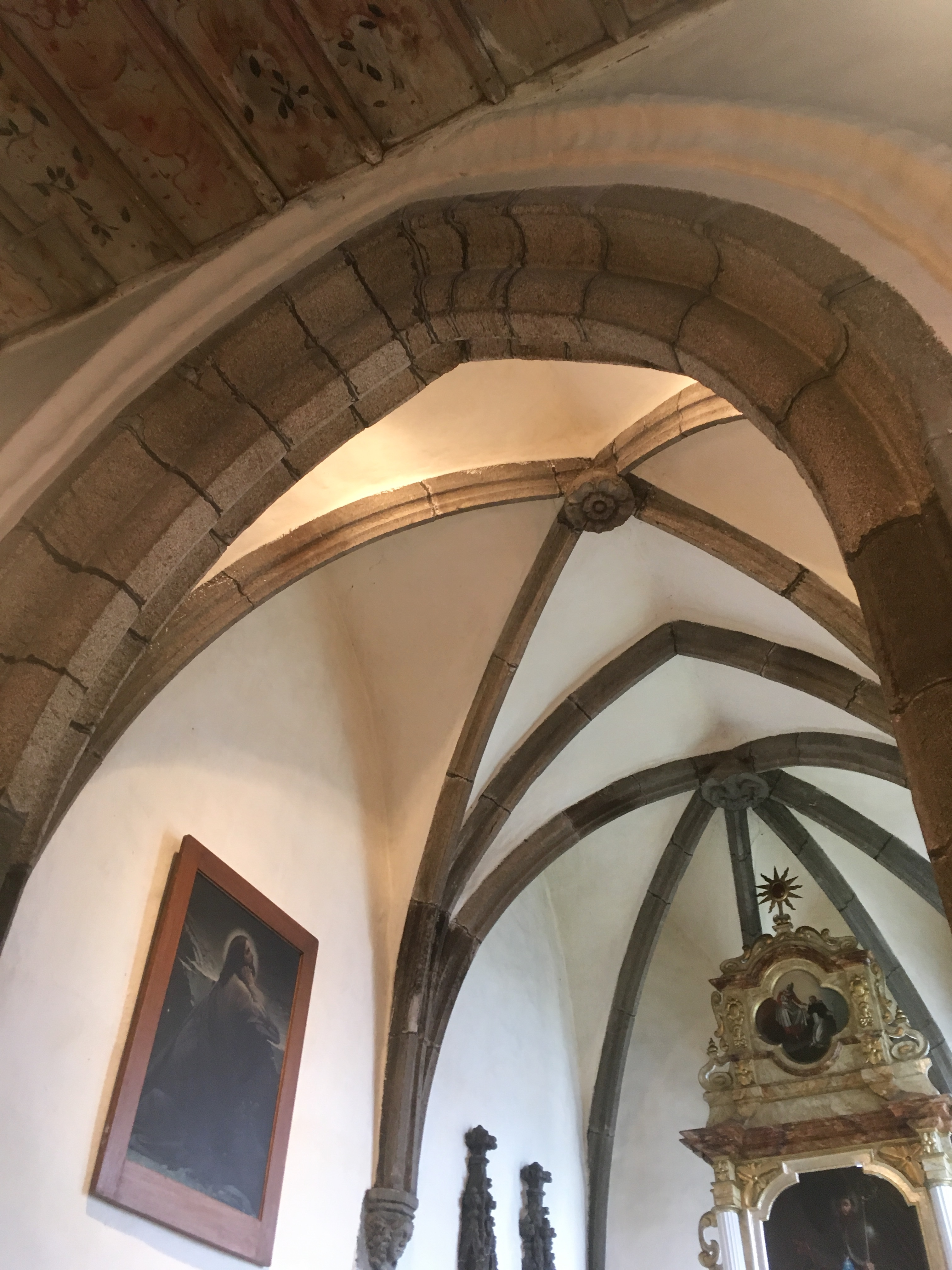
Detail kleneb.
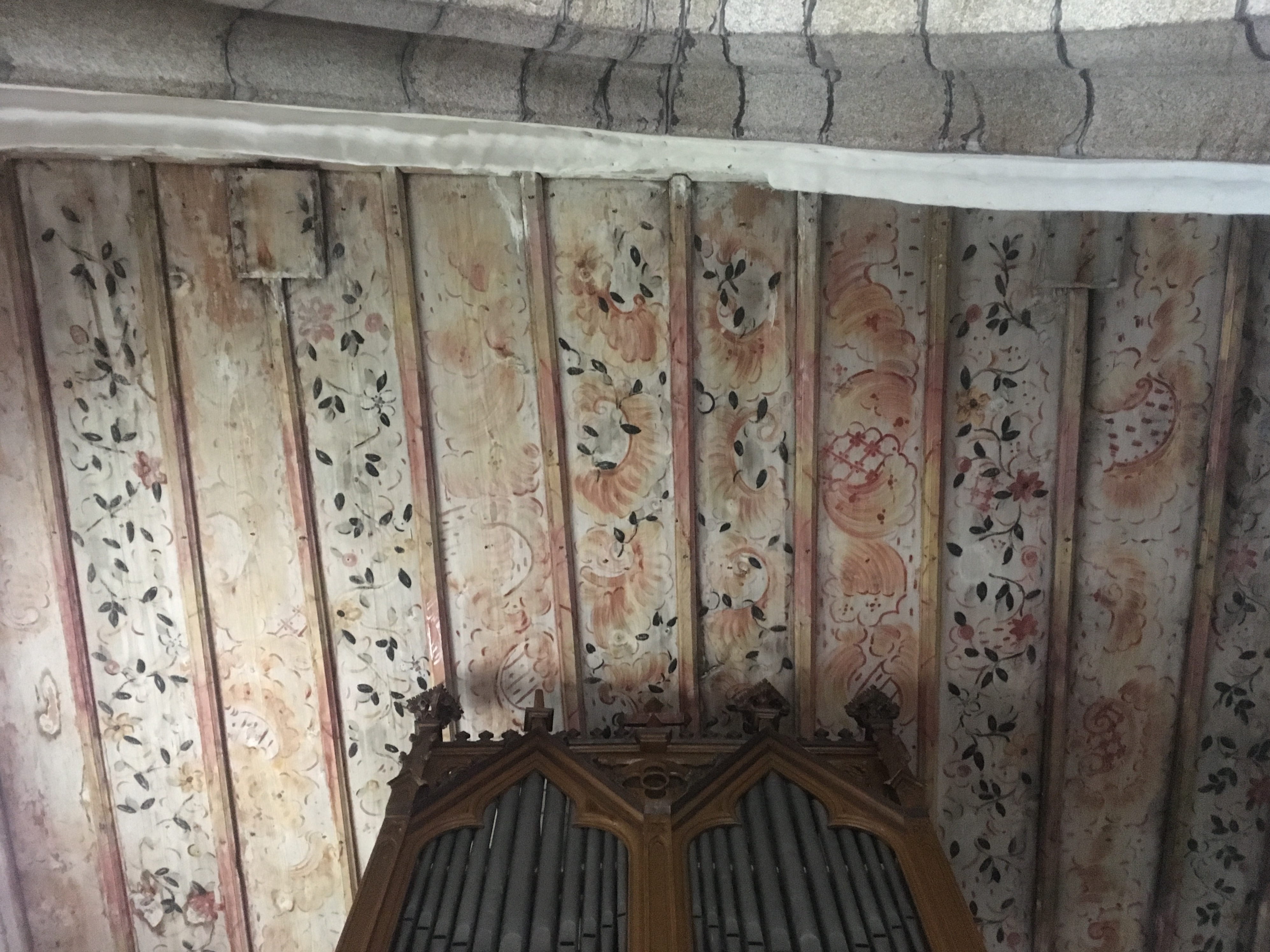
Dřevěný strop s ornamenty.
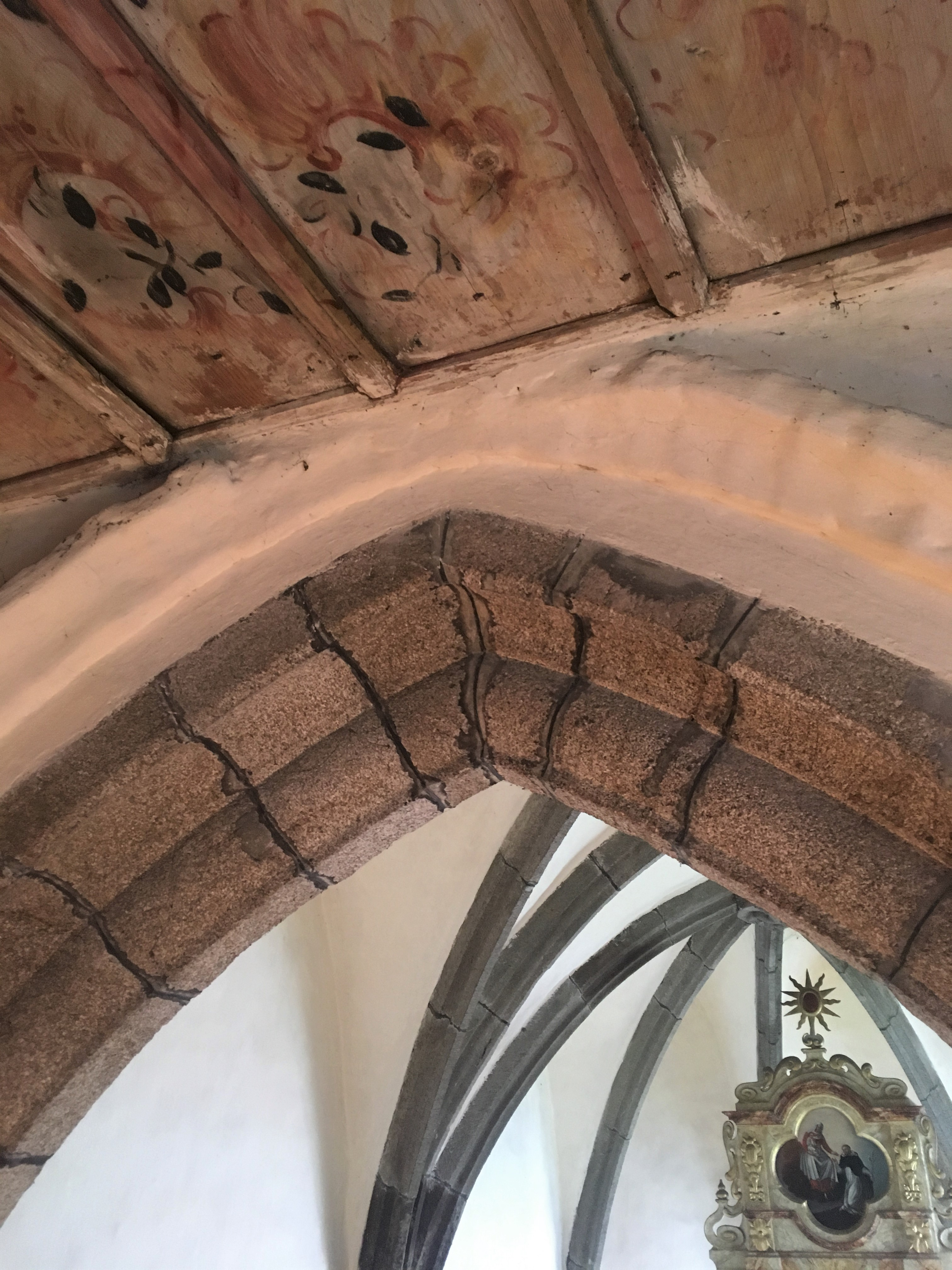
Detail triumfálního oblouku.